# چهارطاقی کنار سیاه
چهارطاقی کنار سیاه بنایی چهارطاقی مربوط به دوره ساسانیان است و در شهرستان فیروزآباد، بخش مرکزی، منطقه کنار سیاه واقع شده و این اثر در تاریخ ۱۱ دی ۱۳۸۰ با شمارهٔ ثبت ۴۵۳۴ به‌عنوان یکی از آثار ملی ایران به ثبت رسیده‌است.
در سال ۱۳۹۶ بخش‌هایی از دیواره‌ها، گنبد و طاق‌های این بنا و بناهای کناری با رویکرد پایداری‌بخشی به بنا با اعتبار ۴۰۰ میلیون ریالی بازسازی شد.
منطقه کنارسیاه از آثار دوره دوره ساسانی و اوایل اسلام است و در تقسیمات کشوری در شهرستان فیروزآباد در جنوب غربی استان فارس واقع شده است، ولی به دلیل اینکه اثر مذکور، در دی ماه سال ۱۳۸۰ در فهرست آثار ملی به ثبت رسیده است و در آن مقطع زمانی، شهرستان کنونی فراشبند جزیی از شهرستان فیروزآباد قرار داشته است، این اثر در فهرست آثار ملی کشور به نام شهرستان فراشبند ثبت و اعتبار ملی مرمت آن نیز به شهرستان فراشبند تخصیص و با نظارت اداره میراث فرهنگی فراشبند مرمت شده است. این اثر از نظر موقعیت جغرافیایی در حوزه شهرستان فیروزآباد قرار دارد.
فراشبند واقع در جنوب غربی استان فارس و در ۱۷۰ کیلومتری شیراز با دارا بودن ۹۸ اثر ثبت ملی، ۱۵۲ اثر شناسایی شده و بالغ بر ۲۵ چهارطاقی به عنوان پایتخت چهارطاقی‌ها ملقب شده‌است.